# 가잔페르 빌게
가잔페르 빌게(튀르키예어: Gazanfer Bilge, 1924년 7월 23일~2008년 4월 20일)는 튀르키예의 레슬링 선수로 1948년 하계 올림픽 남자 레슬링 자유형 페더급에서 금메달을 획득했다.

## 경력
1924년 코자엘리주의 카라뮈르셀에서 태어났다. 17세때 레슬링을 시작했으며 튀르키예군 복무 시절에 국가대표로 발탁되었다.
1946년 스톡홀름에서 열린 1946년 유럽 선수권 대회 페더급에서 우승했으며 1948년 런던에서 열린 1948년 하계 올림픽에서도 금메달을 획득했다.
1952년 올림픽 대표 선발전에서 탈락한 후 1953년에 현역에서 은퇴했다. 이후 육로 건설 사업에 종사하면서 부를 축적했고 학생들과 레슬링 선수들을 후원했다.